# Julie Pujol
Pour les articles homonymes, voir Pujol.
Pas d'image ? Cliquez ici

a Compétitions nationales et continentales officielles uniquement.

b Matchs officiels uniquement.
Dernière mise à jour le 23 juin 2025.
Julie Pujol, née le 30 avril 1981, est une joueuse internationale française de rugby à XV, évoluant au poste de demi de mêlée.

## Biographie
Durant sa carrière, elle évolue au sein des clubs du Saint-Orens RF, des Pachys d'Herm, du Bordeaux EC et de l'AS Bayonne.
Julie Pujol joue entre 2002 et 2007 avec l'équipe de France, disputant notamment les Coupes du monde 2002 et 2006.